# Brevipalpus pseudophoenicis
Brevipalpus pseudophoenicis är en spindeldjursart som beskrevs av Baker, Tuttle och Abbatiello 1975. Brevipalpus pseudophoenicis ingår i släktet Brevipalpus och familjen Tenuipalpidae. Inga underarter finns listade.